# Hyperolius mariae
Hyperolius mariae es una especie de anfibios de la familia Hyperoliidae.
Habita en República Democrática del Congo, Kenia, Tanzania y Zambia.
Su hábitat natural incluye sabanas secas, sabanas húmedas, zonas secas de arbustos, zonas de arbustos tropicales o subtropicales secos, praderas secas a baja altitud, praderas húmedas o inundadas en alguna estación, ríos, pantanos, lagos de agua dulce, lagos temporales de agua dulce, marismas de agua dulce, corrientes intermitentes de agua dulce, tierra arable, pastos, jardines rurales, áreas urbanas, áreas de almacenamiento de agua, estanques, open excavations, zonas de regadío, tierras de agricultura parcial o temporalmente inundadas y canales y diques.